# Peter Thorne
Peter William Thorne (...) è un climatologo britannico, professore di geografia fisica al Dipartimento di Geografia all'Università di Maynooth, dove dirige il programma leader nazionale nel settore dei cambiamenti climatici ICARUS (Irish Climate Analysis and Research UnitS).

## Biografia
Si è laureato in scienze ambientali nel 1998 presso l'Università dell'Anglia Orientale e successivamente ha ottenuto il dottorato di ricerca nel 2001 alla Scuola di Scienze Ambientali della stessa università. Ha lavorato presso la Hadley Centre for Climate Prediction and Research, la National Climatic Data Center ed è stato ricercatore presso la Nansen Environmental and Remote Sensing Center di Bergen, Norvegia.
È a capo dell'International Surface Temperature Initiative, iniziativa che ha lo scopo di contribuire al miglioramento delle misurazioni della temperatura dell'aria (Land Surface Air Temperature) per far fronte alle esigenze della scienza e alle aspettative della società nell'era degli studi sul clima.
Thorne co-presiede il GCOS Working Group on the Global Climate Observing System Reference Upper Air Network (GRUAN), ed è inoltre a capo del progetto Horizon 2020 GAIA-CLIM per la caratterizzazione delle misurazioni satellitari. È autore del Capitolo 2 del Quinto Rapporto IPCC .